# سید جمال ملکوتی
سید جمال ملکوتی معاون نخست‌وزیر در امور اداری در دولت دوم محمد مصدق بود. ملکوتی کارمند وزرات فرهنگ بود و در دوران وزارت علی شایگان در این وزارت خانه رئیس دفتر وی و سپس معاون وزارت فرهنگ شد. پس از استعفای عباس مؤدب نفیسی وی به عنوان معاون نخست‌وزیر در دوره دوم نخست‌وزیری مصدق فعالیت کرد.
وی از افرادی بود که در جریان کودتای ۲۸ مرداد همراه با مصدق و اعضای دولت او تا آخر روز ماند و همراه او و سایر اعضا و دکتر مصدق از مقر نخست‌وزیری (خانه محمد مصدق) خارج شد. وی روز بعد به همراه سرهنگ علی دفتری و سرهنگ دوم عزت‌الله دفتری خانه دکتر مصدق را ترک کرد.